# Mahdí Hádžízade
Mahdí Hádžízade Džujbárí (persky مهدی حاجی‌زاده‎) nebo (anglicky Mehdi Hajizadeh), (* 11. září 1981 v Džujbáru, Mázandarán, Írán) je bývalý íránský zápasník volnostylař. V íránské seniorské reprezentaci se pohyboval od roku 2001. V roce 2002 získal před domácím publikem titul mistrem světa. V roce 2004 startoval na olympijských hrách v Athénách, ale nepostoupil ze základní skupiny přes Američana Joe Williamse. Po roce 2005 se na větším turnaji neobjevil.